# 米歇尔·弗伦奇
米歇尔·弗伦奇（英語：Michelle French，1977年1月27日—），美国女子足球运动员，场上位置是中场。她曾代表美国国家队参加2000年夏季奥林匹克运动会足球比赛，获得一枚银牌。